# Південний (банк)
ПАТ Акціонерний банк «Південний» — один із найбільших комерційних банків з українським капіталом, заснований у 1993 році. Банк входить до групи великих банків України за класифікацією НБУ і є універсальним банком, який надає повний спектр банківських послуг клієнтам корпоративного, малого та середнього бізнесу, а також фізичним особам. Його регіональна мережа налічує 49 відділень у 18 областях України, більше 100 банкоматів і терміналів самообслуговування. 
З червня 2019 року «Південний» входить до категорії системно важливих банків за визначенням НБУ. 
У 2023 році «Південний» увійшов до переліку кращих роботодавців за версіями журналу Forbes та міжнародної компанії EY (Ernst & Young). 
Станом на 1 квітня 2023 року банк «Південний» займає 14 місце за розміром активів та є третім серед українських недержавних (приватних) банків за цим показником.

## Історія
1993–2000
Створення
- Заснування банку, отримання банківської ліцензії[2]
- Членство в Українській міжбанківській валютній біржі, Професійній асоціації реєстраторів та депозитаріїв та SWIFT
- Асоційоване членство Europay International і дилерство Thomas Cook
- Перший серед українських банків випуск облігацій для клієнтів банку

2001–2005
Розширення послуг та партнерської мережі
- Асоційоване членство Visa International та Mastercard
- Перші угоди андерайтингу для клієнтів
- Представляли банківську систему України під час перевірки комісією ФАТФ, за результатами якої Україну виключено з «чорного списку» ФАТФ[6]
- Отримання ліцензії на операції з банківськими металами
- Перші лізингові та факторингові операції для клієнтів

2006–2014

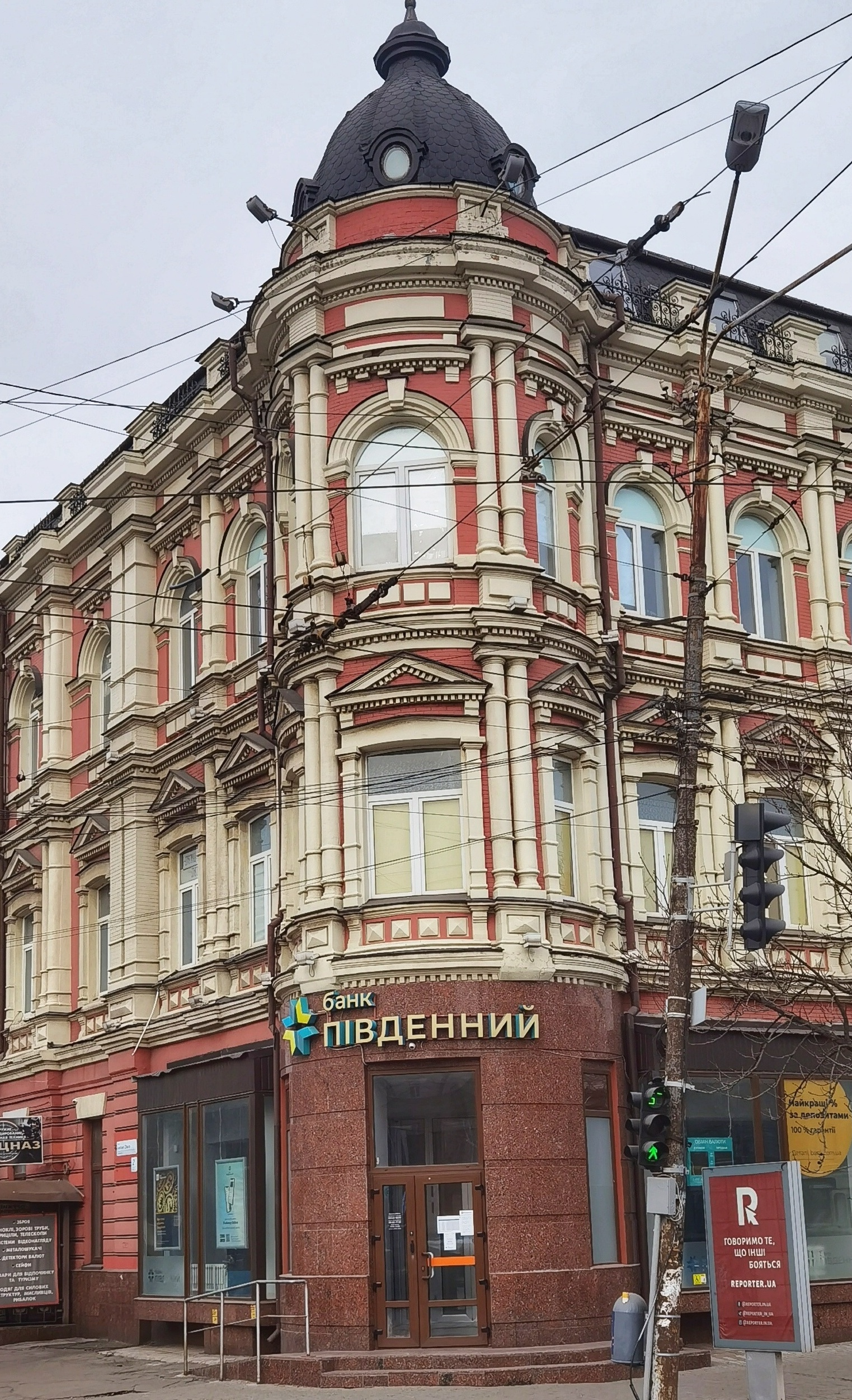
Відділення банку в Дніпрі

Розвиток мережі та створення міжнародної групи
- Залучення першого міжнародного синдикованого кредиту на суму 25 млн доларів США
- Перший випуск 3-річних єврооблігацій на суму 100 млн доларів США
- Придбання Регіонального Інвестиційного Банку (РІБ) в Латвії та створення банківської групи
- Відкрито більше 50 нових відділень по всій Україні

2015-2023
Діджиталізація та нова бізнес-стратегія
- Створення мобільного додатка «Південний MyBank», системи BankID, онлайн-оформлення депозитів
- Рішення для здійснення безконтактних платежів — Google Pay, Apple Pay та Garmin Pay
- Ребрендинг банку, оновлення та відкриття відділень у новому форматі[7]
- Віднесено НБУ до категорії системно важливих банків України[8]
- Підвищення рейтингу кредитоспроможності банку (MOODY`S) до рівня b3[9]
- Залучено 300 млн грн рефінансування НБУ для кредитної підтримки економіки
- Спрямовано понад 3,5 млн грн на боротьбу з коронавірусом[10]
- Збільшено статутний капітал на 222 млн грн[11]
- Банк визнали найкращим корпоративним банком з українським капіталом[12]

- Банк увійшов до п’ятірки банків-лідерів із найліпшими кредитними умовами за версією Delo.ua та журналу «Топ-100. Рейтинги найбільших» [13]
- «Південний» став повіреним банком Фонду гарантування вкладів фізичних осіб у купівлі-продажу цінних паперів [14]
- «Південний» долучився до банків-партнерів ЕКА за програмою підтримки експортерів [15]
- У партнерстві з латвійським банком Regionala investiciju banka (RIB) створено програму «Південний West bridge», яка допомагає українському бізнесу отримати фінансування для розвитку в Європі [16]
- Реалізовано процес верифікації/ідентифікації клієнтів у відділеннях за допомогою е-паспортів (Дія) [17]
- Створено магазин на сайті банку, в якому можна придбати іноземні монети онлайн [18]
- Запущено новий мобільний застосунок Pivdenny Online [19]

## Керівництво банку
Голова правління:
- Алла Ванецьянц

Члени правління:
- Максим Цимбал, заступник голови правління
- Дмитро Чичкаленко, заступник голови правління
- Олена Нетребко, заступник голови правління
- Володимир Гавлицький, директор департаменту комплаєнс
- Олександр Матюшенко, директор департаменту корпоративного бізнесу

## Фінансова звітність
на 30 червня 2023 р.:
- Статутний капітал — 2,047 млрд грн;
- Прибуток — 535 млн грн;
- Обсяг кредитного портфеля юридичних осіб — 13,8 млрд грн;
- Загальна сума активів — 55 млрд грн;

## Структура власності
Станом на 30 червня 2023 року структура власності наступна::
- Родін Юрій Олександрович — Голова Наглядової ради;
- Беккер Марк Ісаакович — Заступник Голови Наглядової ради;
- Ванецьянц Алла Юріївна — Голова правління Банку «Південний»;

## Членство у асоціаціях
- Перша фондова торгова система (ПФТС);
- Українська міжбанківська валютна біржа (УМВБ);
- Професійна асоціація регістраторів та депозитаріїв (ПАРД);
- Міжрегіональний фондовий союз (МФС);
- Фонд гарантування вкладів фізичних осіб;
- Національна система масових електронних платежів (НСМЕП);
- Публічний акціонер SWIFT;
- Офіційний партнер REUTERS;
- Принциповий член VISA Inc.;
- Принциповий член MasterCard Worldwide;
- Партнер Western Union.
- Партнер MoneyGram
- Партнер UNIStream[ru]